# Медицинская генетика

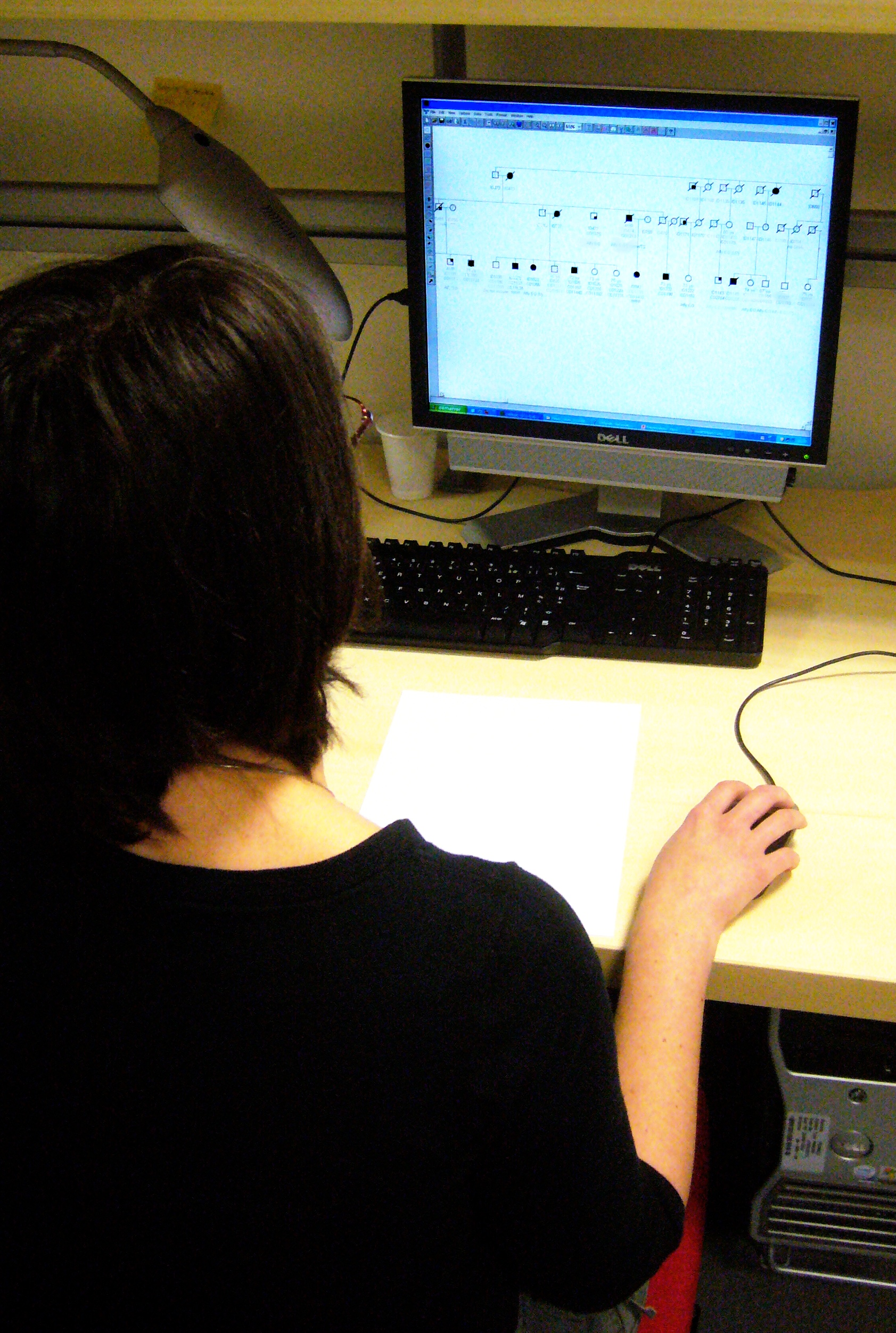
Медицинская генетика
Генетик работает с родословной

Медицинская генетика — область медицины, наука, которая изучает явления наследственности и изменчивости в различных популяциях людей, особенности проявления и развития нормальных и патологических признаков, зависимость заболеваний от генетической предрасположенности и условий окружающей среды.
Задачей медицинской генетики является выявление, изучение, профилактика и лечение наследственных болезней, разработка путей предотвращения воздействия негативных факторов среды на наследственность человека.
Большим прорывом медицинской генетики является возможность секвенирования генома отдельного человека. Это стало возможным благодаря развитию высокоэффективного секвенирования.

## Основные разделы медико-генетической помощи
- профилактика повреждения генов
  - общественная (социальная)
  - индивидуальная
- диагностика повреждения генов
  - прямая
  - косвенная
- лечение последствий повреждения генов
  - генотерапия
    - терапия генов
    - терапия генами

  - коррекция продукта гена
- коррекция морфологического или биохимического дефекта, вызванного патологическим геном

## Медико-генетические консультации
- Существует ряд региональных медико-генетических центров, в задачи которых входит мониторинг заболеваемости, консультирование, проведение анализов, организация помощи и лечения.

## Методы медицинской генетики
- Секвенирование (с использованием высокоэффективного секвенирования)
- Клинико-генеалогический
- Близнецовый
- Популяционно-статистический
- Скринирование
- Дерматоглифический
- Цитогенетический и молекулярно-цитогенетический